# Johann Rudolf von Steiger
Johann Rudolf von Steiger, auch Johann Rudolf Steiger von Riggisberg (* 9. September 1789 in Bern; † 20. Januar 1857 in Vevey), war ein Schweizer Offizier in englischen Diensten, Oberamtmann in Interlaken sowie eidgenössischer Oberst.

## Leben

### Familie
Johann Rudolf von Steiger gehörte zur Berner Familie von Steiger und war der Sohn des Politikers Karl Friedrich Steiger und von dessen Ehefrau Sophie Salome Katharina (* 13. April 1765 in Bern; † 6. März 1826 ebenda), die Tochter des Landvogts Emanuel Niklaus Willading (1731–1794). Zu seinen elf Geschwistern gehörten auch die Politiker Franz Georg von Steiger (1794–1874) und Karl von Steiger (1787–1863).
Johann Rudolf von Steiger war zweimal verheiratet. Seine erste Ehe schloss er 1815 mit Isabelle Marguerite Alphonsine (* 1792 in Neuenburg; † 22. Januar 1842 in Bern), der Tochter des Neuenburger Staatsrats Henri Alphonse de Sandoz-Rollin (1769–1862), mit der er sechs Kinder hatte. Nach dem Tod seiner ersten Frau heiratete er am 14. Juli 1845 in Prilly Eugenia Catharina (* 20. August 1820 in Derby; † 1857), die Tochter von Francis Eccles Barker aus Derby in den East Midlands und verbrachte seine letzten sechs Lebensjahre in Hyères und Vives.
Seine Tochter Elisabeth Sophia von Steiger (* 1825 in Bern; † 1902) war mit dem Direktor der Zentralpolizei und Politiker Armand-Frédéric de Perregaux (1790–1873) verheiratet.

### Werdegang
Johann Rudolf von Steiger trat im Alter von etwas über 15 Jahren, Ende 1804, in die Berner Artillerie-Kompagnie Freudenreich ein, wo er zum Unterleutenant ernannt wurde. Im Jahr 1805 reiste er zur Universität Göttingen, verließ diese jedoch Anfang 1806, um gegen Frankreich zu kämpfen, das er als Feind seines Vaterlandes betrachtete. Zunächst diente er als Kadett und dann als Fähnrich beim 2. leichten Bataillon der englisch-deutschen Legion.
Im Jahr 1807 wurde das Bataillon nach Pommern gesandt, um Schweden gegen die französischen Truppen unter Marschall Édouard Adolphe Casimir Joseph Mortier, duc de Trévise zu unterstützen. Ein dramatisches Ereignis ereignete sich, als das Schiff Northumberland, das Johann Rudolf von Steiger und seine Truppen transportierte, auf den Felsen von Runnel-Stone, südlich von Gwennap Head in Cornwall, auflief. Johann Rudolf von Steiger war einer der Letzten, der das sinkende Schiff verliess, nur sieben Minuten bevor es unterging.
Nach diesem Vorfall trat Johann Rudolf von Steiger als Leutnant in das Schweizer-Regiment von Wattenwyl ein, welches er in Gibraltar traf und dem er nach Sizilien folgte. Dort war er Teil einer Jägerkompanie und nahm an der Einnahme der Insel Ischia mit der Festung Castello Aragonese im Sommer 1809 teil. In den folgenden Jahren spielte er eine wichtige Rolle in verschiedenen militärischen Operationen, darunter die Einnahme der Ionischen Inseln sowie die Verteidigung gegen französische Truppen in Sizilien.
Am 6. November 1812 reiste Johann Rudolf von Steiger nach Lissabon, wo er vom englischen Generalmajor Lowry Cole dem Herzog Arthur Wellesley, 1. Duke of Wellington empfohlen wurde. Dieser gab ihn mit andern britischen Offizieren dem mit der Organisation des portugiesischen Heeres beauftragten Marschall Lord William Beresford, 1. Viscount Beresford bei. In Portugal wurde Johann Rudolf von Steiger zum Hauptmann beim 23. portugiesischen Infanterie-Regiment ernannt und übernahm bald das Kommando über eine Grenadierkompanie.
Johann Rudolf von Steiger nahm an den Feldzügen von 1813 und 1814 unter dem Kommando von Wellington und Cole teil. Bei der Schlacht bei Vitoria am 21. Juni 1813 eroberte er die Fahne des 4. Bataillons des 100. französischen Linien-Infanterie-Regiments. Er übergab dieselbe in der zweiten darauffolgenden Nacht in Salvatierra dem Herzog von Wellington durch die Vermittlung seines Kriegssekretärs Oberstleutnant Lord Fitzroy Somerset, dem späteren Lord Raglan. Die Tat brachte ihm Ruhm ein, obwohl ein Missverständnis später die Ehre dem 87sten englischen Regimente zuschrieb. Diese Fahne wurde in der Westminster-Abtei in London ausgestellt.
Nach dem Sieg in Vitoria wurde Johann Rudolf von Steiger zum Brigademajor befördert. In der Schlacht der Pyrenäen erlitten er und seine Einheit schwere Verluste. Johann Rudolf von Steiger selbst wurde schwer am Kopf verwundet, was seine militärische Karriere jedoch nicht beendete. Er übernahm das Kommando seiner Grenadiere wieder und war in mehreren weiteren Schlachten aktiv, darunter die Schlacht bei Orthez und die Schlacht bei Toulouse.
Nach dem Ende der Feldzüge kehrte Steiger in die Schweiz zurück, wo er 1816, aufgrund seiner Kopfverletzung, die seine Diensttauglichkeit einschränkte, auf Halbsold gesetzt wurde. Er erhielt ab 1819 eine jährliche Pension. 1818 wurde er Major des 5. Berner-Auszüger-Bataillons und erreichte 1828 den Rang eines eidgenössischen Obersts. Im Jahr 1831 wurde er Generaladjutant. Im Jahr 1832 quittierte Johann Rudolf von Steiger auch den Militärdienst, was sowohl auf einen Unfall als auch auf politische Gründe zurückzuführen war.
Seine politische Karriere begann Johann Rudolf von Steiger in der Stadtpolizeikommission. Ab 1821 war er Amtsrichter des Stadtbezirkes und gehörte dem Grossen Rat an. Von 1822 bis 1831 war er Oberamtmann von Interlaken, wo er bedeutende Verbesserungen in der Verwaltung und Infrastruktur der Region einführte. Unter seiner Leitung wurden soziale Projekte gefördert, die der ärmeren Bevölkerung zugutekamen.
Nach der Gründung des liberalen Verfassungsstaates im Jahr 1831 (siehe Regeneration (Schweiz)) zog sich Johann Rudolf von Steiger aus der kantonalen Politik zurück, blieb aber bis 1840 im Stadt- und Burgerrat aktiv. Dann zog er sich in das Privatleben zurück und hielt sich meist auf seinem Gut in Ostermundigen bei Bern auf.
Seine Gesundheit verschlechterte sich über die Jahre, und er starb am 20. Januar 1857. Johann Rudolf von Steiger wurde auf dem Kirchhof von St. Martin in Vevey beigesetzt.

## Ehrungen und Auszeichnungen
Für seine Verdienste wurde Johann Rudolf von Steiger mit verschiedenen Auszeichnungen geehrt. Er erhielt 1820 das portugiesische Auszeichnungskreuz Kreuz für den Feldzug auf der Halbinsel für seine beiden Feldzüge und 1849 die von der Königin Viktoria im Jahr 1847 für die Kriege von 1793 bis 1814 gestiftete Medaille Military General Service Medal.